# 107e méridien ouest
En géographie, le 107e méridien ouest est le méridien joignant les points de la surface de la Terre dont la longitude est égale à 107° ouest.

## Géographie

### Dimensions
Comme tous les autres méridiens, la longueur du 107e méridien correspond à une demi-circonférence terrestre, soit 20 003,932 km. Au niveau de l'équateur, il est distant du méridien de Greenwich de 11 911 km,.
Avec le 73e méridien est, il forme un grand cercle passant par les pôles géographiques terrestres.

### Régions traversées
En commençant par le pôle Nord et descendant vers le sud au pôle Sud, Le 107e méridien ouest passe par:
| Coordonnées           | Pays, territoire ou mer   | Notes |
| --------------------- | ------------------------- | --- |
| 90° 00′ N, 107° 00′ O | Océan Arctique            | |
| 77° 45′ N, 107° 00′ O | Canal de Byam Martin (en) | |
| 75° 54′ N, 107° 00′ O | Canada                    | Nunavut — Île Melville |
| 74° 55′ N, 107° 00′ O | Canal de Parry            | Détroit du Vicomte-Melville — passe juste de l'ouest de Île Stefansson, Nunavut, Canada (à 73° 29′ N, 106° 59′ O)                                    |
| 73° 18′ N, 107° 00′ O | Canada                    | Nunavut — Île Victoria |
| 69° 12′ N, 107° 00′ O | Détroit de Dease          | |
| 68° 46′ N, 107° 00′ O | Canada                    | Nunavut Territoires du Nord-Ouest — à partir de 64° 38′ N, 107° 00′ O Saskatchewan — à partir de 60° 00′ N, 107° 00′ O                               |
| 49° 00′ N, 107° 00′ O | États-Unis                | Montana Wyoming — à partir de 45° 00′ N, 107° 00′ O Colorado — à partir de 41° 00′ N, 107° 00′ O Nouveau-Mexique — à partir de 37° 00′ N, 107° 00′ O |
| 31° 47′ N, 107° 00′ O | Mexique                   | Chihuahua Durango — à partir de 25° 38′ N, 107° 00′ O Sinaloa — à partir de 24° 56′ N, 107° 00′ O                                                    |
| 23° 56′ N, 107° 00′ O | Océan Pacifique           | |
| 60° 00′ S, 107° 00′ O | Océan Austral             | |
| 74° 47′ S, 107° 00′ O | Antarctique               | Liste des territoires non revendiqués |